# Dan Greaney
Dan Greaney est un scénariste et producteur américain pour la télévision. Il a travaillé pour Les Simpson et The Office.

## Biographie
Il est diplôme de l'Université Harvard en 1987.
Il a aussi travaillé sur le film Borat, leçons culturelles sur l'Amérique au profit glorieuse nation Kazakhstan.

## Filmographie

### Scénariste

#### Les Simpson
| Année | Titre                                               | Titre original                            | Saison | Épisode | Réalisateur       |
| ----- | --------------------------------------------------- | ----------------------------------------- | ------ | ------- | ----------------- |
| 1995  | Un super big Homer                                  | King-Size Homer                           | 7      | 7       | Jim Reardon       |
| 1996  | La Bande à Lisa                                     | Summer of 4 Ft. 2                         | 7      | 25      | Mark Kirkland     |
| 1996  | Simpson Horror Show VII - L'éprouvette de la genèse | Treehouse of Horror VII - The Genesis Tub | 8      | 1       | Mike B. Anderson  |
| 1997  | À bas la baby-sitter !                              | My Sister, My Sitter                      | 8      | 17      | Jim Reardon       |
| 1997  | Les Vrais-Faux Simpson                              | The Simpsons Spin-Off Showcase            | 8      | 14      | Neil Affleck      |
| 1997  | Marge Business                                      | Realty Bites                              | 9      | 9       | Swinton Scott     |
| 1998  | La Clé magique                                      | This Little Wiggy                         | 9      | 18      | Neil Affleck      |
| 1999  | L'Amour au curry                                    | I'm with Cupid                            | 10     | 14      | Bob Anderson      |
| 1999  | Le Pire du Soleil-Levant                            | Thirty Minutes over Tokyo                 | 10     | 23      | Jim Reardon       |
| 2000  | Les Simpson dans 30 ans                             | Bart to the Future                        | 11     | 17      | Michael Marcantel |
| 2003  | La Guerre pour les étoiles                          | 'Scuse Me While I Miss the Sky            | 14     | 16      | Steven Dean Moore |
| 2004  | Robotflop                                           | I, D'oh!-Bot                              | 15     | 9       | Lauren MacMullan  |
| 2005  | Ma femme s'appelle reviens                          | Bonfire of the Manatees                   | 17     | 1       | Mark Kirkland     |
| 2010  | Moe, moche et méchant                               | Judge Me Tender                           | 21     | 23      | Steven Dean Moore |
| 2014  | Diggs                                               | Diggs                                     | 25     | 13      | Michael Polcino   |
| 2015  | Enfantin                                            | Barthood                                  | 27     | 9       | Rob Oliver        |
| 2017  | Phatsby le Magnifique                               | The Great Phatsby                         | 28     | 12      | Chris Clements    |
| 2017  | Phatsby le Magnifique                               | The Great Phatsby                         | 28     | 13      | Timothy Bailey    |
| 2020  | Non, musée, ne fais pas ça                          | Now Museum, Now You Don't                 | 32     | 3       | Timothy Bailey    |
| 2022  | Lisa la scout                                       | Lisa the Boy Scout                        | 34     | 3       | Timothy Bailey    |

#### Autres
- 2000 : The Michael Richards Show (1 épisode)
- 2010 : Presidential Reunion
- 2011-2013 : The Office (2 épisodes)

### Producteur
- 1997-2014 : Les Simpson (295 épisodes)
- 2000 : The Michael Richards Show (7 épisodes)
- 2010 : The Simpsons 20th Anniversary Special – In 3-D! On Ice!
- 2011-2013 : The Office (39 épisodes)
- 2012 : Stand Up to Cancer
- 2014 : The Simpsons Take the Bowl